# Fading Like a Flower (Every Time You Leave)
"Fading Like a Flower (Every Time You Leave)" je druhý singl švédské pop rockové skupiny Roxette z alba Joyride. Skladbu napsal Per Gessle a v červenci 1991 obsadila 2. místo v žebříčku Billboard Hot 100.

## Seznam skladeb
"I Remember You" byla na B-straně singlu v USA. Singl byl k dispozici ve formátech 7 "a 12" stejně jako na audiokazetě.
"Fading Like a Flower" (CDM)

Released: 1991-04-29 // EMI / 1364047
1. "Fading Like a Flower [Every Time You Leave]"
2. "I Remember You" (Bonus track)
3. "Physical Fascination" (Guitar solo version)
4. "Fading Like a Flower" (Gatica Remix) aka (A / C Mix)

## Žebříčky
| Žebříček (1991)                 | Vrcholová pozice |
| ------------------------------- | ---------------- |
| Austrálie (ARIA Charts)         | 7                |
| Nizozemsko (Dutch Top 40)       | 7                |
| Norsko (VG-lista)               | 4                |
| Nový Zéland (RIANZ)             | 22               |
| Švýcarsko (Schweizer Hitparade) | 3                |
| Švédsko (Sverigetopplistan)     | 5                |
| Rakousko (Ö3 Austria Top 40)    | 6                |

| Žebříček (1991)        | Pozice |
| ---------------------- | ------ |
| U.S. Billboard Hot 100 | 44     |